# 1967. június 26-i konzisztórium
Az 1967. június 26-i konzisztóriumot VI. Pál pápa hívta össze május 28-án. Összesen 27 új bíborost kreált.
| Nº                     | Ország                    | Név                                    | Életkor                | Hivatal                                                                         |
| Pápaválasztó bíborosok | Pápaválasztó bíborosok    | Pápaválasztó bíborosok                 | Pápaválasztó bíborosok | Pápaválasztó bíborosok                                                          |
| ---------------------- | ------------------------- | -------------------------------------- | ---------------------- | ------------------------------------------------------------------------------- |
| 1                      | Argentína                 | Nicolás Fasolino                       | 80                     | a Santa Fe-i főegyházmegye érseke                                               |
| 2                      | Olaszország               | Antonio Riberi                         | 70                     | Spanyolország apostoli nunciusa                                                 |
| 3                      | Olaszország               | Giuseppe Beltrami                      | 78                     | Hollandia apostoli internunciusa                                                |
| 4                      | Olaszország               | Alfredo Pacini                         | 79                     | Svájc apostoli nunciusa                                                         |
| 5                      | Franciaország             | Gabriel-Marie Garrone                  | 65                     | a Szemináriumok és Egyetemek Kongregációja pro-prefektusa                       |
| 6                      | Amerikai Egyesült Államok | Patrick Aloysius O’Boyle               | 70                     | a Washingtoni főegyházmegye érseke                                              |
| 7                      | Olaszország               | Egidio Vagnozzi                        | 61                     | az Amerikai Egyesült Államok apostoli delegátusa                                |
| 8                      | Hollandia                 | Maximilien de Fürstenberg              | 62                     | Portugália apostoli nunciusa                                                    |
| 9                      | Olaszország               | Antonio Samorè                         | 61                     | a Rendkívüli Egyházi Ügyek Kongregációja titkára                                |
| 10                     | Olaszország               | Francesco Carpino                      | 62                     | a Szentségi Fegyelmi Kongregáció pro-prefektusa                                 |
| 11                     | Bolívia                   | José Clemente Maurer C.SS.R.           | 67                     | a Sucrei főegyházmegye érseke                                                   |
| 12                     | Olaszország               | Pietro Parente                         | 76                     | a Hittani Kongregáció titkára                                                   |
| 13                     | Olaszország               | Carlo Grano                            | 79                     | Olaszország apostoli nunciusa                                                   |
| 14                     | Olaszország               | Angelo Dell’Acqua                      | 63                     | az Államtitkárság államtitkár-helyettese                                        |
| 15                     | Olaszország               | Dino Staffa                            | 60                     | az Apostoli Sziignatúra Legfelsőbb Bírósága pro-prefektusa                      |
| 16                     | Olaszország               | Pericle Felici                         | 55                     | a Kánonjogi Kódex felülvizsgálatával megbízott Pápai Bizottság elnök-helyettese |
| 17                     | Amerikai Egyesült Államok | John Joseph Krol                       | 56                     | a Philadelphiai főegyházmegye érseke                                            |
| 18                     | Franciaország             | Pierre Marie Joseph Veuillot           | 54                     | a Párizsi főegyházmegye érseke                                                  |
| 19                     | Amerikai Egyesült Államok | John Patrick Cody                      | 59                     | a Chicagói főegyházmegye érseke                                                 |
| 20                     | Olaszország               | Corrado Ursi                           | 58                     | a Nápolyi főegyházmegye érseke                                                  |
| 21                     | Németország               | Alfred Bengsch                         | 45                     | a Berlini egyházmegye püspöke                                                   |
| 22                     | Indonézia                 | Justinus Darmojuwono                   | 52                     | a Semarangi főegyházmegye érseke                                                |
| 23                     | Lengyelország             | Karol Józef Wojtyła                    | 47                     | a Krakkói főegyházmegye érseke                                                  |
| 24                     | Olaszország               | Michele Pellegrino                     | 64                     | a Torinói főegyházmegye érseke                                                  |
| 25                     | Franciaország             | Alexandre-Charles-Albert-Joseph Renard | 61                     | a Lyoni főegyházmegye érseke                                                    |
| 26                     | Amerikai Egyesült Államok | Francis John Brennan                   | 73                     | a Rota Romana dékánja                                                           |
| 27                     | Svájc                     | Benno (Walter) Gut O.S.B.              | 70                     | a Szent Benedek-rend prímás apátja                                              |